# Binaire spectroscopique

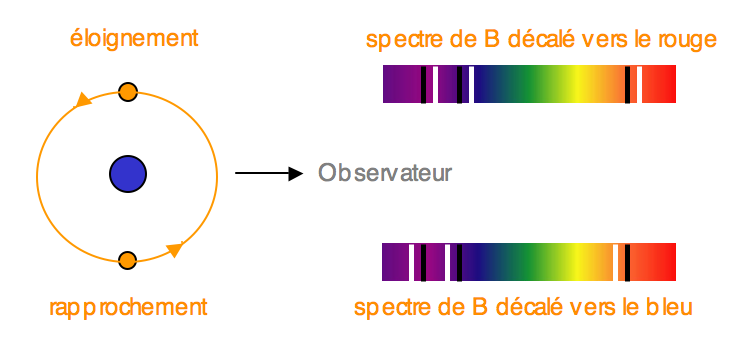
Mouvement d'une binaire spectroscopique.

Un système binaire spectroscopique, est un couple d'objets dont le mouvement orbital est mis en évidence par la variation de la vitesse radiale d'une ou des deux composantes du système. Cette vitesse est mesurée grâce à un spectrographe, en observant le déplacement par effet Doppler-Fizeau des raies spectrales de l'étoile, dû à sa vitesse orbitale le long de la ligne de visée.
Cette méthode a historiquement servi, et continue aujourd'hui de servir, à détecter de nombreuses étoiles binaires, mais a également conduit depuis les années 1990 à la détection de nombreuses planètes extrasolaires (exoplanètes).

## Historique
Hermann Carl Vogel a été le premier à observer le phénomène oscillatoire des raies d'Algol à l'observatoire de Potsdam, en novembre 1889 (Vogel, 1890) : avant un minimum de la courbe de lumière de cette binaire à éclipses, l'étoile s'éloignait du Soleil, alors qu'elle s'en rapprochait après ce minimum. Non seulement la duplicité d'Algol était ainsi indépendamment confirmée, mais Vogel donnait également une estimation des diamètres d'Algol et de son « compagnon », ainsi que les masses respectives « 4/9 et 2/9 de masse solaire ». En réalité, Algol est maintenant connue comme un système au moins triple, le couple à éclipses ayant pour masses respectives 3,6 et 0,8 masse solaire.

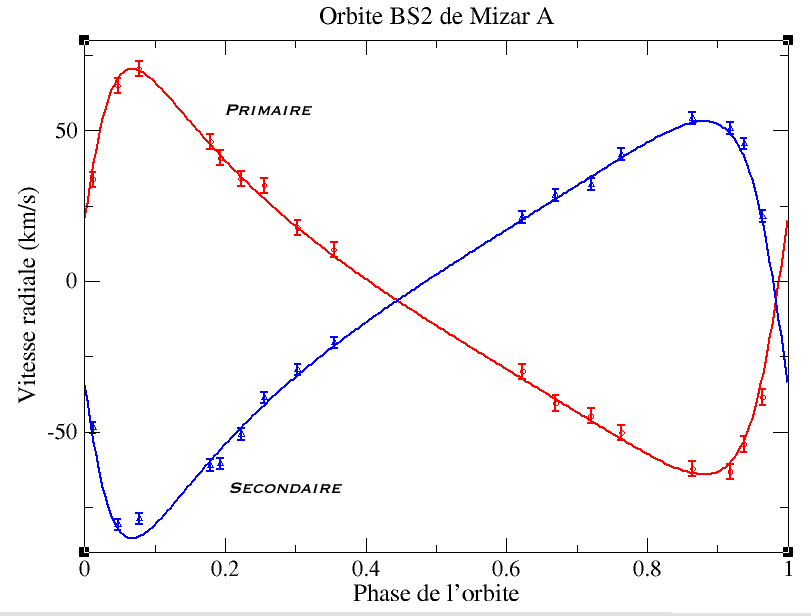
Courbe des vitesses radiales des deux composantes de la BS2 Mizar A.

Annoncée simultanément par Edward Charles Pickering le 13 novembre 1889 (Aitken, 1964, indique: août 1889), la première découverte d'une binaire spectroscopique à deux spectres, Mizar, est due à Antonia C. Maury, nièce de Henry Draper, à l'Observatoire d'Harvard (Pickering, 1890).
Mizar est en fait une binaire visuelle, dont chacune des composantes, Mizar A et Mizar B sont elles-mêmes des binaires spectroscopiques, ce qui en fait une étoile quadruple. C'est donc en observant Mizar A que Maury s'aperçut que la raie spectrale K du calcium était parfois floue, parfois double, avec une périodicité de 52 jours. L'hypothèse formulée alors fut que Mizar A était « elle-même une étoile double ayant des composantes d'à peu près même luminosité, et trop serrée pour avoir déjà été résolue visuellement. De plus, que la durée de révolution du système est de 104 jours. » (Pickering, 1890). En réalité, la période est de 20,5 jours, l'erreur provenant de l'orbite fortement excentrique et de l'orientation du grand-axe. En 1908, Mizar B fut également découverte comme binaire spectroscopique, mais les raies de la secondaire étaient trop faibles pour être vues.
Le nombre de binaires spectroscopiques connues a depuis régulièrement augmenté. Au 1er juillet 2003, le 9e Catalogue des orbites de binaires spectroscopiques SB9 contenait 1999 orbites concernant 1985 systèmes, contre 1469 systèmes dans le 8e Catalogue en 1989.
Les progrès de l'instrumentation, avec des précisions sur les vitesses radiales maintenant meilleures que le m/s, permettent de mesurer des perturbations très petites, dues à des compagnons planétaires et non plus seulement stellaires.

## Classification
L'analyse du spectre distingue plusieurs cas de binaires :
- les binaires spectroscopiques à raies simples, en abrégé BS1 (SB1 en anglais), quand seul le mouvement des raies de l'étoile la plus brillante peut être mesuré. C'est en particulier le cas pour des étoiles hôtes de planètes extrasolaires.
- les binaires spectroscopiques à raies doubles, en abrégé BS2, quand le mouvement des raies des deux composantes est vu.
- BS3, plus rare, pour un système triple.
- les binaires à spectre double (spectrum binary). Ici le spectre contient les informations spectrales de deux étoiles, mais le mouvement orbital n'est pas établi. Il peut également s'agir de deux objets par coïncidence sur la même ligne de visée, de la même manière qu'une étoile double observée peut être soit une binaire visuelle à longue période, soit une double optique.[pas clair]

## Théorie et application

### Équations du mouvement
Dans le cadre d'un simple mouvement képlérien, chaque composante du système décrit une orbite autour du barycentre. Par dérivation par rapport au temps de la projection de ce mouvement le long de la ligne de visée, z = r sini sin(ν+ω) où r est le rayon vecteur, et en tenant compte également de la vitesse propre du barycentre dans l'espace, on observe pour chaque composante (les indices 1,2 des composantes étant omis) la vitesse radiale:
{\displaystyle V_{R}=V_{\gamma }+K\left(e\cos \omega +\cos(\nu +\omega )\right)} km/s avec
{\displaystyle K_{1,2}={\frac {10879}{P}}{\frac {a_{1,2}\sin i}{\sqrt {1-e^{2}}}}} km/s
où:
- - Vγ = vitesse du barycentre le long de la ligne de visée en km/s.
  - K1 (resp. K2) = (semi-)amplitude de la courbe de vitesse radiale de la primaire (resp. secondaire) en km/s.
  - a1 (resp. a2) = demi-grand axe de l'orbite de la primaire (resp. secondaire) autour du barycentre en unité astronomique.
  - e = excentricité de l'orbite.
  - P = période orbitale en jours.
  - ν = anomalie vraie, fonction du temps écoulé depuis la date T du passage au périastre, de la période orbitale, et de l'excentricité.
  - ω1,2 = angle entre le nœud et le périastre. ω1 est mesuré à partir du nœud ascendant, quand l'étoile s'éloigne de l'observateur et ω2 = ω1+π.
  - i = inclinaison, angle entre la normale au plan de l'orbite et la ligne de visée.

### Fonction de masse
L'intérêt des binaires réside en premier lieu dans la détermination des masses.
Si l'on note M1 (resp. M2) la masse de l'étoile primaire (resp. secondaire) en masse solaire, on peut maintenant utiliser la troisième loi de Kepler (cf. les binaires astrométriques). On voit alors qu'une binaire spectroscopique donne accès à la fonction de masse définie en masse solaire par :
{\displaystyle {\frac {M_{2}^{3}\sin ^{3}i}{(M_{1}+M_{2})^{2}}}={\frac {1}{2\pi G}}\,\,K_{1}^{3}(1-e^{2})^{3/2}P\approx 1.035753\times 10^{-7}\,\,K_{1}^{3}(1-e^{2})^{3/2}P}
où les variables du membre de gauche sont inconnues tandis que le membre de droite est obtenu par l'analyse de la courbe de vitesse radiale en fonction du temps t. La période (exprimée en jours) est déterminée souvent grâce à la courbe de lumière qui, repliée en phase φ = (t-T)/P où T est le temps du périastre, apparaît comme périodique. L'amplitude de l'orbite K, exprimée en kilomètres par seconde, est obtenue par mesure des vitesses radiales grâce à l'effet Doppler. La courbe des vitesses radiales, si elle est bien échantillonnée, permet en fait d'obtenir tous les paramètres orbitaux sauf l'inclinaison. À cause de cette limitation, on n'a pas accès directement aux masses individuelles des composantes, car l'inclinaison est (généralement) très difficile à obtenir.
Dans le cas d'une BS2, on a de plus accès au rapport des masses, car M2/M1 = K1/K2. De même, en inversant la définition de l'amplitude K1 ci-dessus, il apparaît que le demi-grand axe peut être obtenu dans des unités absolues, et non pas angulaires (dépendantes de la distance) comme c'est le cas avec les orbites astrométriques. Mais, ici encore, c'est à un facteur sin i près.

### Paramètres fondamentaux
Pour avoir néanmoins une information concernant les masses de chaque composante, il y a plusieurs méthodes :
- Le cas le plus défavorable se produit quand aucune mesure complémentaire n'est disponible pour une BS1. Comme le type de l'étoile primaire est, au moins grossièrement, connu, une estimation de M1 est possible. Reste l'inclinaison inconnue qui ne permet de ne connaître que la masse minimum de la secondaire. Statistiquement, on peut utiliser le fait que l'observateur n'a pas une position privilégiée et que toutes les orientations sont équiprobables. On peut montrer alors qu'en moyenne sin i= π/4. Le problème est identique pour une BS2, quoiqu'il soit parfois possible d'obtenir l'inclinaison par polarimétrie.

- La situation s'améliore si la binaire est également connue comme binaire astrométrique, permettant alors de connaître l'inclinaison. Pour une BS2, les masses individuelles sont donc obtenues de manière purement dynamique. Pour une BS1, au contraire, il faut faire une hypothèse sur la masse de la primaire.

- Mieux, si le couple est une également binaire visuelle ou binaire interférométrique: pour une BS2, on acquiert en sus des masses une estimation de la distance indépendante de la parallaxe ainsi que les luminosités. Pour une BS1, les masses sont obtenues si la distance est déjà connue.

- La voie royale concerne les binaires à éclipse (cf. Algol) fournissant alors une estimation de l'inclinaison (voisine de 90 degrés pour qu'une éclipse se produise) obtenue à l'aide d'un modèle. On a alors accès aux masses, luminosités, rayons, températures des étoiles.

### Détectabilité
À partir des formules ci-dessus, on peut tirer les conclusions suivantes quant aux capacités de détection des binaires spectroscopiques (ou des planètes extrasolaires) :
- Plus l'objet secondaire est massif, plus il est détectable facilement.
- Pour des masses données, en insérant la 3e loi de Kepler dans l'expression de l'amplitude, on a {\displaystyle K_{1}\propto P^{-1/3}}, donc la sensibilité sera meilleure aux courtes périodes orbitales, donc des couples serrés.
- La vitesse maximale est obtenue quand i=90 degrés, le plan de l'orbite étant parallèle à la ligne de visée.

## Instruments d'observation
- Les spectrographes Coravel, Elodie, Coralie, Harps (Observatoire de Genève/Observatoire de Haute-Provence/Observatoire européen austral)